# Клео Протохристова
Клео Стефанова Протохристова е българска литературна историчка и теоретичка; професор в Пловдивския университет.

## Биография
Родена е на 7 юли 1950 г. в София. Завършва Софийския държавен университет (1973). Защитава докторска дисертация на тема „Пародийното в английския роман от средата на осемнадесети век: Фийлдинг и Стърн“ (1983). Доктор на филологическите науки с дисертация на тема „Огледалото – литературни, метадискурсивни и културно-съпоставителни траектории“ (2004). Специализира в Университета на Аахен (2001), Университета на Ювескюла, Финландия (2000), Рочестърския университет, Ню Йорк (1998), Вашингтонския университет, Сиатъл, САЩ (стипендия „Фулбрайт“, 1991 – 1993), Университета на Пенсилвания, Питсбърг (1991) и Атинския университет, Гърция (1987 – 88).
Води курсове по Антична и западноевропейска литература и по Сравнително литературознание в Пловдивския университет „Паисий Хилендарски“ (от 1974). Професор (2005).
Гост-професор в СУ „Св. Климент Охридски“ (2002 – 2010), Нов български университет (1995 – 96; 2004 – 2010), Шуменския университет „Епископ Константин Преславски“ (1994 – 96), и Бургаския свободен университет (1995 – 2003).
Ръководител е на Катедра по история на литературата и сравнително литературознание в Пловдивския университет от 1994 г.
Председател на Общото събрание на Пловдивския университет (2000 – 2008).
Член на редакционен съвет на списание „Страница“ от 1997 г.
Член на специализирания научен съвет (СНС) по литературознание в научната комисия по филология към Висша атестационна комисия (ВАК) (1998 – 2010).
Област на научни интереси: титрология; интертекстуалност; тематични изследвания; рецепция на античната драма.
Със свои решения № 2 – 52 от 7 август 2012 г. и № 2 – 1133 от 28 ноември 2017 г. Комисията по досиетата установява и обявява, че от 1976 г. Клео Протохристова е сътрудничила на Държавна сигурност (ДС) в качеството си на агент към Окръжно управление на МВР-Пловдив-ДС-II-III.
Вербувана е на 08.12.1976 г. и е регистрирана на 20.12.1976 г. като секретен агент с псевдоним „Жана“. Снета е от действащ оперативен отчет на ДС през 1983 г.

## Награди
- Награда на Пловдивския университет за най-добра книга, издадена през годината (1991);
- Награда на в. „Век 21“ за най-добра книга по литературознание (1997);
- Награда „Пловдив“ за цялостно творчество (1998);
- Награда за най-добра публикация в сп. „Език и литература“ (1999);
- Награда на Университетска фондация Пловдив за научна дейност (2005).